# Dolomedes sulfureus
Dolomedes sulfureus är en spindelart som beskrevs av Ludwig Carl Christian Koch 1878. Dolomedes sulfureus ingår i släktet Dolomedes och familjen vårdnätsspindlar. Inga underarter finns listade i Catalogue of Life.